# Aeroportul Funadhoo
Aeroportul Funadhoo (IATA: FND) este un aeroport din Maldive ce deservește zona Funadhoo⁠(d).
aeroportul dispune de o singură pistă.